# 法拉語
法拉語（Fala）是羅曼語族的一門語言，通常被認為是葡萄牙-加利西亞語的下屬語言之一。法拉語在西班牙埃斯特雷馬杜拉靠近葡萄牙國界的部分地區使用，使用人口約有10,500人。2015年，出版了一份新的法拉語版聖經。